# أندرو كيلي (سياسي)
أندرو كيلي (بالإنجليزية: Andrew Kelly)‏ هو سياسي أسترالي، ولد في 1854 في دبلن في جمهورية أيرلندا، وتوفي في 3 سبتمبر 1913 في سيدني في أستراليا. حزبياً، نشط في حزب العمال الأسترالي. وقد انتخب عضو الجمعية التشريعية نيو ساوث ويلز.